# Oxyascaridinae
Die Oxyascaridinae sind eine Unterfamilie der Spulwürmer mit sechs Arten.

## Merkmale
Oxyascaridinae haben eine rundliche Engstelle des Ösophagus (Isthmus). Von den Cruziinae unterscheiden sich durch das Fehlen der drei Längsreihen von Zähnchen im Pharynxabschnitt des Ösophagus, von den Kathlaniidae dadurch, dass der Bulbus des Ösophagus in einen Drüsenmagen (Ventriculus) umgebildet ist und kein Saugnapf vor dem Anus vorhanden ist.

## Systematik
Die Oxyascaridinae werden in zwei Gattungen gegliedert:
- Oxyascaris Travassos, 1920
- Pseudoxyascaris Uchida & Itagaki, 1979